# Péter Erdő

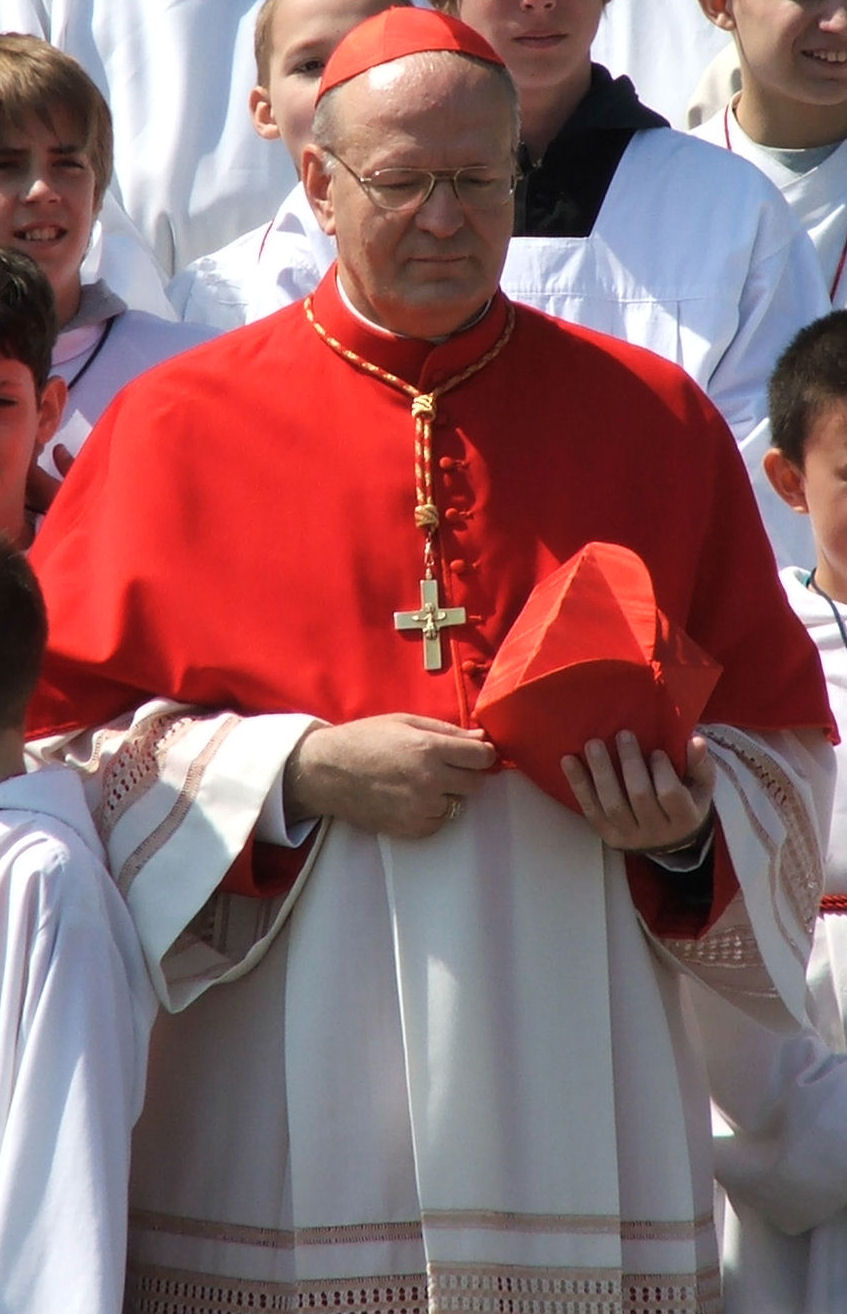
Péter Kardinal Erdő in Esztergom (2009)

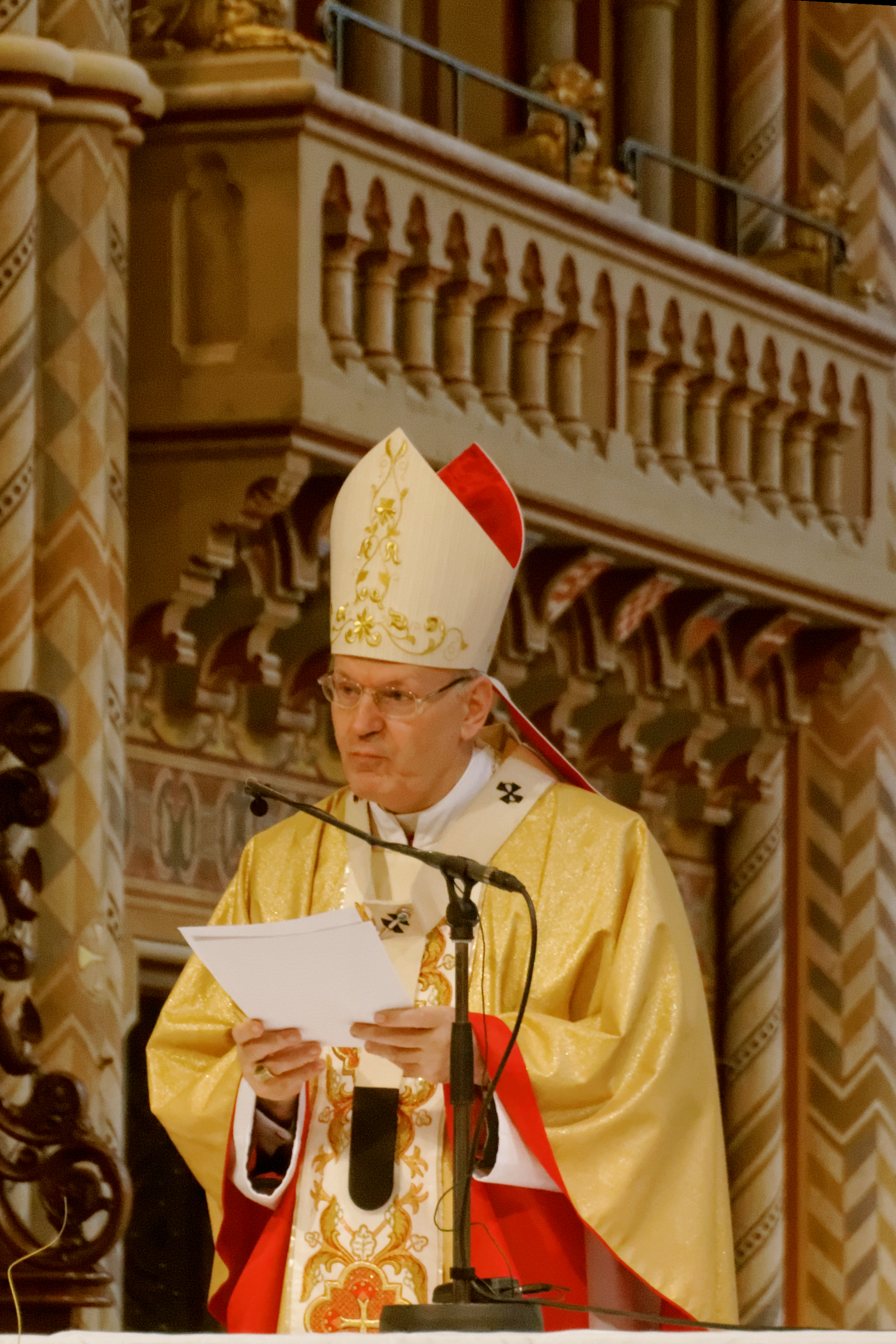
Kardinal Erdő in Budapest (2013)

Kardinalswappen

Péter Kardinal Erdő [ˈpeːtɛr ˈɛrdøː] (* 25. Juni 1952 in Budapest, Ungarn) ist ein ungarischer Geistlicher, Erzbischof von Esztergom-Budapest, Primas von Ungarn und Kardinal der römisch-katholischen Kirche.

## Leben
Péter Erdő studierte Katholische Theologie und Philosophie in Esztergom, Budapest und Rom. 1975 empfing er das Sakrament der Priesterweihe und arbeitete anschließend als Vikar in Dorog. Nach weiteren Studien in Rom von 1977 bis 1980 wurde er 1986 an der Päpstlichen Lateranuniversität bei Giorgio Picasso OSB mit der Arbeit L’ufficio del Primate nella canonistica da Graziano ad Uguccione da Pisa („Das Amt des Primas in der Kanonistik von Gratian bis Huguccio von Pisa“) im Fach Kanonisches Recht promoviert. In den Jahren 1980 bis 1988 wirkte er als Theologieprofessor am Seminar von Esztergom und hielt Gastdozenturen an mehreren ausländischen Hochschulen. Am 5. September 1994 verlieh ihm Papst Johannes Paul II. den Titel Apostolischer Protonotar. Von 1988 an lehrte Erdő als Professor an der Theologischen Fakultät der Katholischen Péter-Pázmány-Universität in Budapest, deren Rektor er von 1998 bis 2003 war.
Péter Erdő wurde am 5. November 1999 von Papst Johannes Paul II. zum Titularbischof von Puppi und Weihbischof in Székesfehérvár ernannt. Die Bischofsweihe spendete ihm am 6. Januar 2000 der Papst selbst, Mitkonsekratoren waren Giovanni Battista Re und Marcello Zago, Sekretär der Kongregation für die Evangelisierung der Völker. Sein Wahlspruch ist Initio non erat nisi gratia (Am Anfang war nichts, nur die Gnade).
Am 7. Dezember 2002 wurde Erdő zum Erzbischof von Esztergom-Budapest ernannt. Die Amtseinführung (Inthronisation) erfolgte am 11. Januar des Folgejahres. Durch sein Amt als Erzbischof von Esztergom-Budapest ist er auch Primas von Ungarn.
Papst Johannes Paul II. nahm Péter Erdő am 21. Oktober 2003 als Kardinalpriester mit der Titelkirche Santa Balbina all’Aventino in das Kardinalskollegium auf. Als jüngster Teilnehmer wohnte er dem Konklave 2005 bei. 2006 wurde er zum Präsidenten des Rats der Europäischen Bischofskonferenzen bestellt, was er bis 2016 blieb. Zudem war Erdő von 2005 bis 2015 Vorsitzender der Ungarischen Katholischen Bischofskonferenz.
Erdő ist Mitglied des Internationalen Preiskomitees der Adalbert-Stiftung. Am 23. September 2009 wurde er von Papst Benedikt XVI. zum Mitglied der Zweiten Sonderversammlung der Bischofssynode für Afrika (4. bis 25. Oktober 2009) ernannt.
Nach dem Rücktritt Benedikts XVI. nahm Erdő am Konklave 2013 teil. Er galt als papabile.
2012 wurde er zum ordentlichen Mitglied der Academia Europaea gewählt.
Am 1. Juli 2023 nahm er Besitz von der ihm als Nachfolger von Angelo Sodano neu zugewiesenen Titelkirche Santa Maria Nuova. Der Wechsel wird mit der Baufälligkeit und Schließung seiner bisherigen Titelkirche begründet.
Am 25. März 2025 erstattete die internationale Missbrauchsopfer-Vereinigung SNAP gegen sechs prominente Kardinäle Anzeige im Vatikan, darunter Erdő.

## Mitgliedschaften in der römischen Kurie
Péter Erdő ist Mitglied der folgenden Dikasterien der Kurie:
- Sektion für die Beziehungen mit den Staaten im Staatssekretariat des Heiligen Stuhls (seit 2011)[11]
- Kongregation für die orientalischen Kirchen (seit 2015)[12]
- Kongregation für das Katholische Bildungswesen (seit 2003,[13] bestätigt 2013[14])
- Kongregation für den Gottesdienst und die Sakramentenordnung (seit 2005)[15]
- Päpstlicher Rat für die Gesetzestexte (seit 2003)[13]
- Apostolische Signatur
- Päpstlicher Rat für die Kultur (seit 2009)[16]
- Vatikanischer Wirtschaftsrat (seit 2020)

## Preise und Auszeichnungen
- 1995 Ehrendoktor des Institut Catholique de Paris[17]
- 1997 Stephanus-Preis[18]
- 1998 Mitglied der Szent István Akademie der Wissenschaften[19]
- 1998 Ehrenkreuz des Verdienstordens der Republik Ungarn[20]
- 1999 Galileo-Galilei-Preis, Pisa[21]
- 2001 Ehrendoktor der Babeș-Bolyai-Universität Cluj[22]
- 2004 Ehrenbürger von Dorog[23]
- 2004 Vilmos Fraknó-Preis[24]
- 2004 Mitbrüder des ungarischen St. Pauls-Ordens[25]
- 2004 Ehrendoktor der Katholischen Universität Lublin[22]
- 2007 Ehrendoktor der Ludwig-Maximilians-Universität München[22]
- 2006 Ehrenbürger von Esztergom[26]
- 2008 Bonifatius-Medaille[27]
- 2008 Ehrendoktor der Universität Ovidius Constanța[28]
- 2009 Mitbruderschaft des Piaristenordens[29]
- 2011 Ehrendoktor der Kardinal-Stefan-Wyszyński-Universität[21]
- 2011 Ehrendoktor der Universität Navarra[21]
- 2013 Silberne Corvina-Medaille der Corvinus-Universität in Budapest[30]
- 2013 Ehrenbürger von Ferencváros[31]
- 2014 Ehrenbürger von Józsefváros[32]
- 2016 Széchenyi-Preis[33]
- 2017 Ungarischer Sankt-Stephans-Orden[20]
- 2021 Ehrenbürger von Hódmezővásárhely[34]

## Schriften
- Kirchenrecht im mittelalterlichen Ungarn. Frank & Timme, Berlin 2005, ISBN 978-3-86596-028-3.
- Theologie des kanonischen Rechts: ein systematisch-historischer Versuch. Lit, Münster 1999, ISBN 3-8258-4106-5.
- (Hrsg.) Bonn – Budapest: kanonistische Erträge einer Zusammenarbeit. Echter, Würzburg 1988, ISBN 3-429-01973-7.
- Die Quellen des Kirchenrechts: eine geschichtliche Einführung. Lang, Frankfurt 2002, ISBN 3-631-35305-7.
- Die Geschichte der Wissenschaft vom kanonischen Recht: eine Einführung. Lit, Berlin 2006, ISBN 3-8258-5970-3.